# Contarinia floriperda
Contarinia floriperda är en tvåvingeart som beskrevs av Rubsaamen 1917. Contarinia floriperda ingår i släktet Contarinia och familjen gallmyggor. Inga underarter finns listade i Catalogue of Life.